# Amando de Ossorio
Amando de Ossorio (La Coruña, 6 aprile 1918 – Madrid, 13 gennaio 2001) è stato un regista e sceneggiatore spagnolo.
È considerato uno dei volti più importanti del cinema horror iberico.

## Biografia
Amando de Ossorio si avvicina al mondo della settima arte in giovane età, realizzando dapprima cortometraggi e, in seguito, spot pubblicitari. Scrive, anche, sceneggiature per film diretti da Antonio Santillán e Antonio Román.
Lavora a tempo pieno a Radio Nacional. Nel mentre, durante le vacanze o nei periodi di riposo, gira i suoi primi lungometraggi.
Nel 1972 redige Le tombe dei resuscitati ciechi, ad oggi considerato un cult movie spagnolo. La pellicola apre il ciclo de "I templari ciechi".
Sfruttando il successo commerciale de L'esorcista, Amando de Ossorio realizza, in appena una settimana, L'eretica.
Abbandona la regia nel 1984, a seguito di numerosi problemi di salute.

## Filmografia

### Regista
- La bandera negra (1956)
- Attento gringo... ora si spara (La tumba del pistolero) (1964)
- I tre del Colorado (1966)
- La niña del patio (1967)
- Arquitectura hacia el futuro - cortometraggio (1967)
- Escuela de enfermeras (1968)
- Pasto de fieras (1969)
- Malenka, la nipote del vampiro (Malenka) (1969)
- Le tombe dei resuscitati ciechi (La noche del terror ciego) (1972)
- L'abbraccio mortale di Lorelei (Las garras de Lorelei) (1973)
- La cavalcata dei resuscitati ciechi (El ataque de los muertos sin ojos) (1973)
- Boda en Lagartera - cortometraggio (1973)
- Centro nacional de promoción profesional - cortometraggio (1973)
- La nave maledetta (El buque maldito) (1974)
- La notte degli stregoni (La noche de los brujos) (1974)
- L'eretica (La Endemoniada) (1975)
- La notte dei resuscitati ciechi (La noche de las gaviotas) (1975)
- Las alimañas (1977)
- Pasión prohibida (1980)
- Serpiente de mar (1985)

### Sceneggiatore
- Último día, regia di Antonio Román (1952)
- La ciudad de los sueños, regia di Enrique Gómez (1954)
- Hospital de urgencia, regia di Antonio Santillán (1956)
- La bandera negra, regia di Amando de Ossorio (1956)
- Attento gringo... ora si spara (La tumba del pistolero), regia di Amando de Ossorio (1964)
- I tre del Colorado, regia di Amando de Ossorio (1966)
- Arquitectura hacia el futuro, regia di Amando de Ossorio - cortometraggio (1967)
- Escuela de enfermeras, regia di Amando de Ossorio (1968)
- Pasto de fieras, regia di Amando de Ossorio (1969)
- Malenka, la nipote del vampiro (Malenka), regia di Amando de Ossorio (1969)
- Le tombe dei resuscitati ciechi (La noche del terror ciego), regia di Amando de Ossorio (1972)
- L'abbraccio mortale di Lorelei (Las garras de Lorelei), regia di Amando de Ossorio (1973)
- La cavalcata dei resuscitati ciechi (El ataque de los muertos sin ojos), regia di Amando de Ossorio (1973)
- Boda en Lagartera, regia di Amando de Ossorio - cortometraggio (1973)
- Centro nacional de promoción profesional, regia di Amando de Ossorio - cortometraggio (1973)
- La nave maledetta (El buque maldito), regia di Amando de Ossorio (1974)
- La notte degli stregoni (La noche de los brujos), regia di Amando de Ossorio (1974)
- La pazienza ha un limite... noi no!, regia di Franco Ciferri (1974)
- L'eretica (La Endemoniada), regia di Amando de Ossorio (1975)
- La notte dei resuscitati ciechi (La noche de las gaviotas), regia di Amando de Ossorio (1975)
- Las alimañas, regia di Amando de Ossorio (1977)
- Pasión prohibida, regia di Amando de Ossorio (1980)
- Los cántabros, regia di Paul Naschy (1980) Non accreditato
- Serpiente de mar, regia di Amando de Ossorio (1985)
- El último guión, regia di David García Sariñena - cortometraggio (2016)[5]
- Curse of the Blind Dead, regia di Raffaele Picchio (2020)[5]